# حزب کومله کردستان ایران
حزب کومله کردستان ایران (به کردی: حیزبی کۆمەڵەی کوردستانی ئێران)، یک حزب سوسیال دمکرات در کردستان ایران است که به عنوان بخشی از اپوزیسیون جمهوری اسلامی علیه این حکومت فعالیت می‌کند. حزب کوملهٔ کردستان ایران هدف خود را تأسیس ایرانی فدرال و حکومتی دمکراتیک و سکولار اعلام کرده است.
حزب کوملهٔ کردستان ایران در سال ۲۰۰۰ از کومله سازمان کردستان حزب کمونیست ایران انشعاب کرده که تا قبل از سال ۱۳۶۲ «کومله انقلابی زحمتکشان کردستان ایران» نام داشت و به لحاظ ایدئولوژیکی از گرایشی مارکسیستی-لنینیستی و مائوئیستی پیروی می‌کرد و ادعای امپریالیسم‌ستیزی و و مدافع خودمختاری کردها را داشت. مقر حزب کوملهٔ کردستان ایران در حال حاضر در اقلیم کردستان عراق است. این حزب یک شاخه نظامی مسلح نیز دارد. جمهوری اسلامی ایران این حزب را به دلیل اقدامت تروریسی که در خاک خود انجام داده است و همچنین همکاری‌های اطلاعاتی با سیستم‌های اطلاعاتی غرب و به ویژه اسراییل در فهرست سازمان‌های تروریستی خود قرار داده است.
عبدالله مهتدی بنیانگذار این حزب است که از بدو تأسیس آن تاکنون دبیرکل آن بوده است. از دیگر اعضای دفتر سیاسی آن می‌توان به فاروق بابامیری، ابوبکر مدرسی، صالح شریفی و عبدالله آذربار اشاره کرد.
این حزب از زمان انشعاب تا زمان برگزاری کنگره ۱۱ در ۳۱ اکتبر ۲۰۰۶ «کومله انقلابی زحمتکشان کردستان ایران» نام داشت و از آن تاریخ نام خود را «حزب کومله کردستان ایران» تغییر داد.
حزب کومله کردستان ایران در کنار حزب دموکرات کردستان ایران یکی از دو حزب از ایران است که اکنون در انترناسیونال سوسیالیست عضویت دارد و همچنین عضو اتحاد ترقی‌خواهان نیز به‌شمار می‌آید.
مرکز مبارزه با تروریسم ایالات متحده در سال ۲۰۱۷ در گزارشی که منتشر کرد، تخمین زد که این گروه کمتر از ۱۰۰۰ نیروی مسلح دارد.

## نام حزب
واژه کومله (به کردی:کۆمه‌ڵه) به معنای توده مردم است. بر اساس مادهٔ ۱ اساسنامهٔ حزب، نام رسمی این حزب «حزب کوملهٔ کردستان ایران» است. اما «حزب کوملهٔ کردستان ایران» تصمیم گرفته که به زبان کردی از نام «کۆمه‌ڵهٔ شۆڕشگێڕی زه‌حمه‌تکێشانی کوردستانی ئێران» (به معنای: کوملهٔ انقلابی زحمتکشان کردستان ایران) یا به اختصار «کۆمه‌ڵه» استفاده کند که نام پیشین سازمان کومله بوده که در سال ۱۹۸۴ نام خود را به کومله سازمان کردستان حزب کمونیست ایران تغییر داده است.

## تاریخچه
عبدالله مهتدی از سال ۱۳۵۸ تا ۱۳۶۲ دبیرکل کومله انقلابی زحمتکشان کردستان ایران و از ۱۳۶۲ تا ۱۳۷۲ دبیرکل حزب کمونیست ایران بود. با این وجود اختلافاتی میان جناح‌های مختلف این دو حزب وجود داشت که منجر به بروز انشعاباتی شده‌بود. عبدالله مهتدی رهبری جناحی را در دست داشت که در کنفرانس هشتم کومله سازمان کردستان حزب کمونیست ایران در سال ۲۰۰۰ از این تز پیروی می‌کرد که «کومله پس از پیوستن به حزب کمونیست ایران رو به زوال رفته و جایگاه خود را از دست داده است». این گروه معتقد بودند که باید با دوری جستن از آرمانگرایی و با شناخت آنچه که واقعیت جامعه کردستان می‌دانستند، به قبل از تأسیس حزب کمونیست ایران بازگشت و «سازمان انقلابی زحمتکشان کردستان ایران» را تشکیل داد. علاوه بر عبدالله مهتدی شخصیت‌های دیگری همچون عمر ایلخانی‌زاده نیز در انشعاب از کومله سازمان کردستان حزب کمونیست ایران و تشکیل جریان جدیدی با همان نام قدیمی «کومله انقلابی زحمتکشان کردستان ایران» نقش داشتند.

## انشعاب و بازگشت جناح ایلخانی‌زاده
در اواخر سال ۲۰۰۷ تشدید اختلافات بین رهبران جریان جدید «کومله انقلابی زحمتکشان کردستان ایران» سبب انشعاب عمر ایلخانی‌زاده و تشکیل حزبی مجزا با نام کومله زحمتکشان کردستان شد. این دو جریان از آن زمان به مدت ۱۵ سال به صورت موازی به فعالیت می‌پرداختند.
در ۲۸ آبان ۱۴۰۱ (۱۹ نوامبر ۲۰۲۲) و پس از اعتراضات ژینا امینی، دو حزب اعلام کردند که بعد از ۱۵ سال به دنبال روند مذاکراتی که یک سال و نیم به طول انجامیده بار دیگر به یکدیگر پیوسته و تحت نام حزب کوملهٔ کردستان ایران فعالیت مشترک خود را تحت رهبری واحد تداوم می‌بخشند. این در حالی بود که این اتحاد به ویژه پس از مدتی به دلیل سیاست‌های رهبری حزب با مخالفت‌هایی همراه شد.
اختلاف میان دو حزب با نزدیک شدن عبدالله مهتدی رهبر حزب کومله کردستان ایران به نیروهای راست‌گرای افراطی و مشارکت وی در منشور جرج تاون تشدید شد که باعث نارضایتی میان اعضای حزب شده‌بود. با این وجود پس از ۷ ماه و به دنبال بروز نارضایتی از رهبری حزب، جناحی مخالف در کوملهٔ زحمتکشان کردستان در ۳۰ خرداد ۱۴۰۲ با انتشار بیانیه‌ای اعلام کرد که به دلیل «عدم پایبندی طرف مقابل به توافقات مشترک» و «اختلافات سیاسی» روند اتحاد را شکست‌خورده می‌داند و اعلام می‌کند که این حزب بار دیگر فعالیت خود را به صورت مستقل از سر می‌گیرد. این بیانیه با درگیری مسلحانه میان دو طرف در ۳۱ خرداد ۱۴۰۲ همراه شد که به کشته شدن دو پیشمرگهٔ کوملهٔ زحمتکشان کردستان انجامید. عمر ایلخانی‌زاده در مصاحبه با تلویزیون ایران اینترنشنال ضمن انکار وقوع انشعاب در حزب کوملهٔ کردستان ایران تلویحاً‌اعلام کرد که همچنان به عنوان معاون رهبری حزب کوملهٔ کردستان ایران فعالیت خود را ادامه می‌دهد. رضا کعبی از جناح مخالف در کوملهٔ زحمتکشان نیز در گفتگو با همین شبکه اعلام کرد که اختلافات به دنبال عدم توجه به خواسته‌های جناح مخالف مبنی بر برگزاری کنگرهٔ کوملهٔ زحمتکشان به صورت موازی با کنگرهٔ حزب جدید و سپس پیوستن هر دو حزب به حزبی تازه، و همچنین مواضع رهبری حزب در همسویی با جریان‌های انحرافی و غیردموکراتیک بروز کرده است. وی آغازگر درگیری را رهبری حزب کوملهٔ کردستان ایران متشکل از عبدالله مهتدی و عمر ایلخانی‌زاده اعلام کرد و گفت هر دو پیشمرگهٔ کشته‌شده به جناح مخالف تعلق داشته‌اند که به دنبال بروز تنش و مخالفت با سیاست‌های رهبری حزب کوملهٔ کردستان ایران در جریان جلسهٔ کمیتهٔ مرکزی، مورد حمله قرار گرفته‌اند.

## انتشار فایل صوتی محرمانه عبدالله مهتدی
در سپتامبر ۲۰۲۳ یک فایل صوتی از جلسه‌ای خصوصی میان عبدالله مهتدی و دیگر اعضای کومله منتشر شد. در این فایل صوتی، عبدالله مهتدی به زبان کُردی سورانی، می‌گوید هدفشان از تأکید و پافشاری روی «آموزش به زبان کُردی» اینست که نسل‌های آینده مردم کُردستان ایران، نتوانند به زبان فارسی تکلم کنند. همچنین این موضوع باعث طلاق عاطفی و پایان وابستگی‌های فرهنگی و تاریخی که میان کُردها و سایر ایرانیان وجود دارد می‌شود و در آینده فدرالیسم یا جدایی مناطق کُردنشین از ایران را مطرح کنند. این سخنان عبدالله مهتدی، باعث واکنش‌های بسیار تند میان اپوزیسیون ایرانی شد. احزاب مسلح کُردی، در رسانه‌های فارسی‌زبان خود را ایرانی معرفی می‌کنند اما در رسانه‌های کُردی مواضع کاملاً متفاوتی دارند. این احزاب هیچگاه از پرچم ایران (حتی پرچم‌های قبل جمهوری اسلامی و پهلوی) در کنار پرچم حزبی خود استفاده نکردند.